# Classe Carlo Bergamini
La classe Carlo Bergamini della Marina Militare italiana era composta da quattro unità, inizialmente classificate come corvette veloci e successivamente classificate fregate. Sono state le prime unità di scorta al mondo a poter imbarcare e ricoverare un elicottero antisommergibile.

## Caratteristiche
Il disegno della parte immersa della prua era conforme allo stile degli anni quaranta, con un arrotondamento pronunciato, mentre la poppa era squadrata invece che affusolata, secondo una concezione ancora attuale. La propulsione era motori diesel con le sale motori che scaricano su un unico fumaiolo.
Questa classe era concepita inizialmente per il supporto ad un elicottero leggero con un piccolo hangar telescopico, costituito da una gabbia in tela con una intelaiatura scorrevole che, quando estesa, occupava parte del ponte e veniva ripiegata durante le operazioni di volo. In esso poteva trovare alloggio un elicottero leggero, inizialmente era l'AB 47J e successivamente l'Agusta A106, all'epoca sperimentale. Abortito il progetto A106, le unità imbarcarono gli Agusta-Bell AB204 in configurazione antisommergibile.
L'armamento originario era costituito da tre cannoni da 76/62mm tipo MMI, un lanciabombe anti- sommergibili e sei tubi lanciasiluri in due impianti tripli. Successivamente il cannone poppiero venne rimosso per permettere l'allungamento del ponte di volo dell'elicottero.

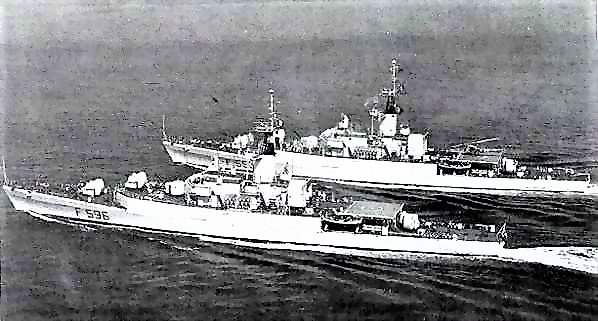
Le fregate Rizzo e Bergamini

## Le unità
Le quattro unità portavano i nomi di altrettanti famosi marinai della Regia Marina decorati di Medaglia d'oro al valor militare e sono state costruite a Castellammare di Stabia e a Monfalcone.

### Carlo Bergamini(F 590)
Unità capoclasse è stata costruita nei cantieri Cantieri Riuniti dell'Adriatico di Monfalcone. Lo scafo è stato impostato il 19 luglio 1959 e la nave varata il 16 giugno 1960 e completata il 23 giugno 1962 è stata in servizio nella Marina Militare Italiana sino al 1983 quando venne posta in disarmo.
La nave portava il nome dell'ammiraglio Carlo Bergamini comandante nella Squadra Navale morto nell'affondamento della Roma il 9 settembre 1943 giorno seguente l'armistizio. Il motto della nave era: Fortiter ac fedeliter ("Con forza e fedeltà").

### Virginio Fasan(F 591)
Costruita negli stabilimenti Navalmeccanica di Castellammare di Stabia, il suo scafo venne impostato il 6 marzo 1960 e l'unità varata il 9 ottobre dello stesso anno completata il 10 ottobre 1962, è stata in servizio nella Marina Militare Italiana sino al 1990, quando venne posta in disarmo.
L'unità portava il nome del Capo Meccanico di 3ª Classe pluridecorato Virginio Fasan, morto nell'affondamento del cacciatorpediniere Vivaldi nei fatti che seguirono l'armistizio dell'8 settembre 1943. Il motto della nave era: In aleis strenua in pugna invicta ("Valorosa nei rischi, invincibile in battaglia").

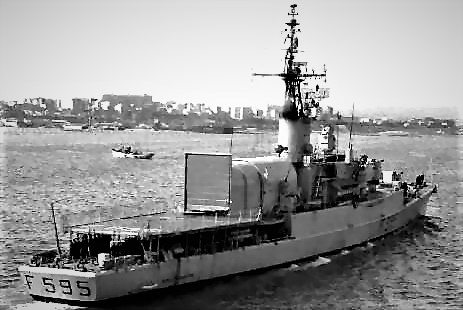
La fregata Margottini

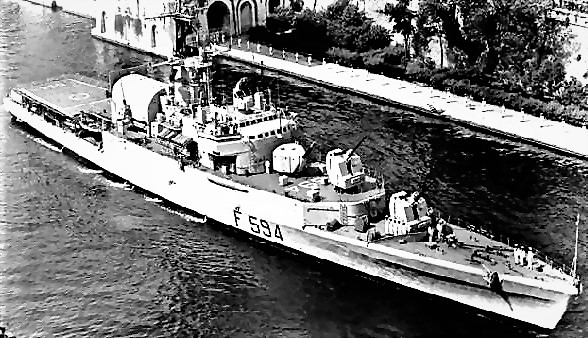
La fregata Fasan

### Carlo Margottini(F 592)
Costruita nel Cantiere navale di Castellammare di Stabia, il suo scafo venne impostato il 26 maggio 1957 e l'unità varata il 12 giugno 1960 e completata il 5 maggio 1962, è stata in servizio nella MMI sino al 1988, quando venne posta in disarmo.
La nave portava il nome del Capitano di Vascello Carlo Margottini, pluridecorato, morto il 12 ottobre 1940 in azione nel canale di Sicilia al largo di Capo Passero al comando del cacciatorpediniere Artigliere nel corso di uno scontro notturno.
Il motto della nave era: Per undas ad hostem ("Tra le onde verso il nemico").

### Luigi Rizzo(F 595)
Costruita a Castellammare di Stabia, il suo scafo venne impostato il 26 maggio 1957 e la nave, varata il 3 marzo 1960 e completata il 15 dicembre 1961, è stata nel 1980 la prima unità della classe ad essere posta in disarmo.
La nave portava il nome del Capitano di Corvetta Luigi Rizzo, comandante di MAS, decorato con due Medaglie d'oro al valor militare nel corso della prima guerra mondiale, autore della beffa di Buccari e dell'affondamento delle corazzate Wien e Szent Istvan.
Il motto della nave era: In hoc nomine victoria ("In questo nome è la vittoria").